# Malcus insularis
Malcus insularis är en insektsart som beskrevs av Stys 1967. Malcus insularis ingår i släktet Malcus och familjen Malcidae. Inga underarter finns listade i Catalogue of Life.